# Нуайонский собор
Нуайонский собор (Нотр-Дам-де-Нуайон, фр. Cathédrale Notre-Dame de Noyon) — католическая церковь, освящённая в честь Девы Марии и бывший кафедральный собор в Нуайоне (Франция). Построен в 1145—1235 годах на месте прежнего, сгоревшего в 1131 году. Сооружение считается одним из лучших образцов перехода от романского стиля к ранней готике. Нуайонская епархия упразднена в 1801 году и объединена с диоцезом Бове.

## История
До строительства нынешнего собора на его месте располагались четыре церковных здания, в которых был коронован в 768 году Карл Великий, а в 987 году — родоначальник третьей и последней династии французских королей, Гуго Капет.
Строительство существующего собора попало на рубеж готических подстилей, отчего здание получилось переходным по облику. Хоры завершены в 1185 году, и в них ощущается влияние новой идеи высоты, но ещё не преодолена четырёхъярусность, присущая ранней готике.
Внутри собора похоронены известные горожане и епископы Нуайона, в том числе и Святой Элигий. Во время Французской революции гробницы были уничтожены. Статус собора Нотр-Дам-де-Нуайон потерял по Конкордату Наполеона в 1801 году, согласно которому он был отнесён к епархии Амьена, а позже к восстановленной епархии Бове. После Первой мировой войны потребовалась реставрация, занявшая 20 лет.

## Архитектура

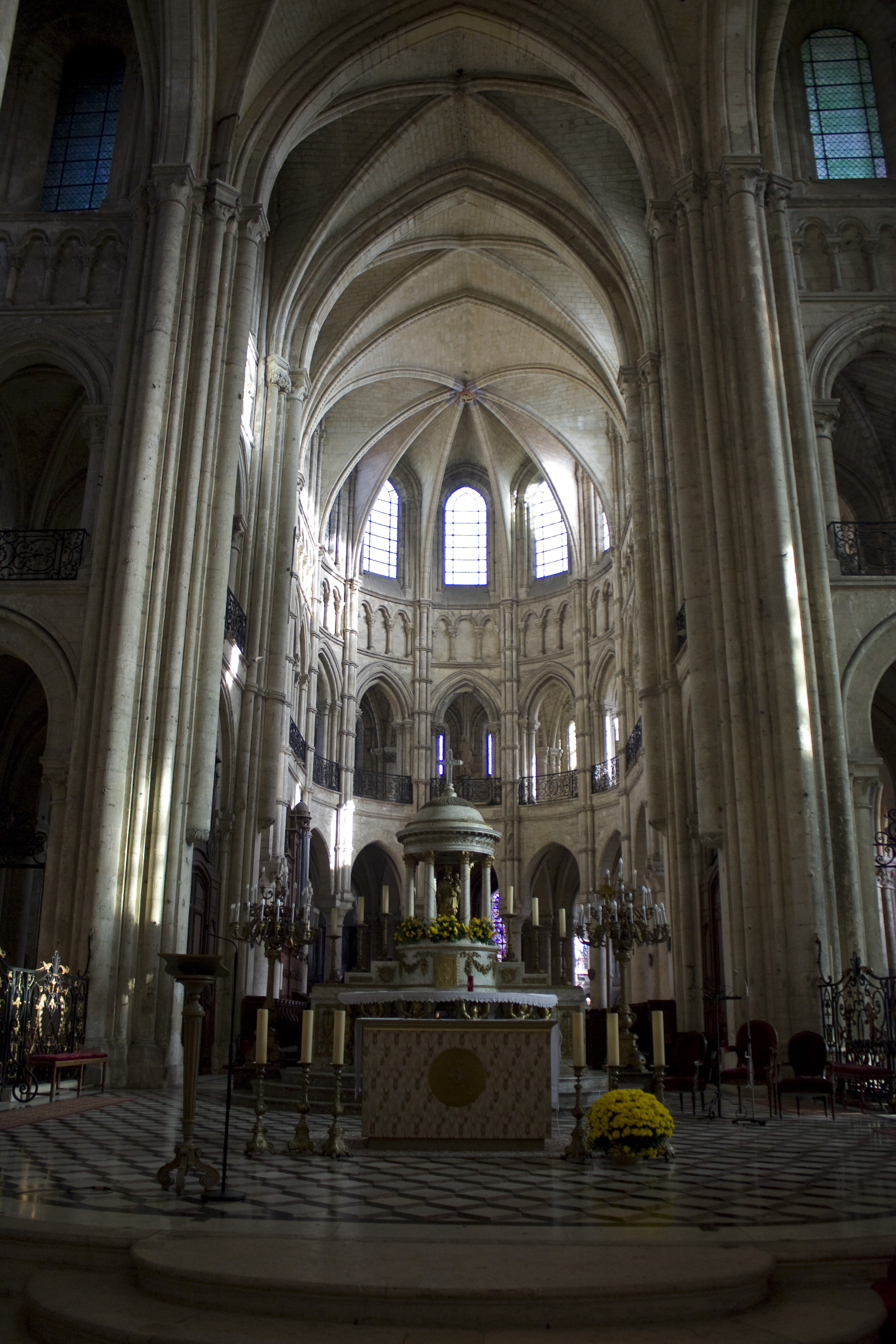
Хоры и абсида (вид от средокрестия)

В плане собор представляет собой латинский крест. Длина здания с востока на запад — 105 м, высота сводов нефа — 23 м. В XIV веке к западному фасаду было пристроено крыльцо. Две башни западного фасада не завершены, их верхние части датируются XII веком, а декоративное убранство позднее изменено.
Неф до средокрестия — длиной в восемь секций, к его крайней западной секции пристроен нартекс, отчасти напоминающий западные трансепты некоторых английских соборов (например, в Или). Интерьер собора типичен для ранних готических церквей, переходных от романских. Вертикальное строение главного нефа напоминает собор в Турне. Оно четырёхъярусное: аркада, эмпоры, глухой трифорий и оконный ярус. Арки опираются на колонны. Окна боковых нефов, трифорий и верхний оконный ярус главного нефа образованы полуциркульными арками, но в сводах нефов применены арки стрельчатого очертания.
Восточная абсида с обходной галереей и венцом капелл устроена по образцу Сен-Дени и Санлиса.
С северной стороны в XIV веке пристроены капеллы, капеллы южной стороны датируются XV—XVI веками, причём капелла XV века особенно богато отделана.
Длинные трансепты завершены полукруглыми в плане абсидами. Трансепты также четырёхъярусные, но из-за отсутствия боковых галерей устроены иначе: нижняя аркада боковых нефов, над нею глухой трифорий и два яруса окон. Пристенные полуколонки продолжаются донизу.
На средокрестии для улучшения акустики здания устроен резонансный свод (фр. caveau phonocamptique), но когда это было сделано — неизвестно, первое упоминание его датируется лишь 1838 годом, а термин phonocamptique к нему впервые применяет в 1845 году местный антикварий C. A. Moët de la Forte-Maison. В этом нервюрном своде замуровано 64 глиняных резонатора, устроенных по книгам Витрувия.
Изначальные шестичастные своды главного нефа после пожара в 1293 году перестроены в четырёхчастные. Аркбутаны восстановлены в XIX веке в облике XII века.
От северо-западного угла отходит галерея клуатра (1230 г.), к которому примыкает капитулярная зала, вход в которую украшен скульптурами, в том числе статуями епископов.
Недавние исследования готических соборов Франции выявили фрактальную природу готической архитектуры. Нуайонский собор наряду с прочими имеет фрактальную размерность.